# Marcellin de Carthage
Flavius Marcellinus ou Marcellin de Carthage, mort le 13 septembre 413 à Carthage, est haut fonctionnaire romain, tribun et notaire impérial.
Missionné par l'empereur Flavius Honorius en province romaine d'Afrique où il est chargé de pacifier les troubles causés par la crise donatiste, il préside la Conférence de Carthage et devient l'ami et le correspondant d'Augustin d'Hippone. Il est exécuté avec son frère dans des conditions mal éclaircies peu après l'usurpation d'Héraclien.
Il est vénéré comme saint par les Églises catholique et orthodoxe.

## Éléments biographiques

### Origines
Originaire d'Italie, Flavius Marcellinus apparaît à l'histoire en 410, dans un décret daté du 14 octobre, lorsqu'il est nommé par l'empereur Honorius qui lui délègue tous pouvoirs pour mener à bien une conférence qui doit se tenir à Carthage dans l'objectif de pacifier la province romaine d'Afrique agitée par la crise donatiste.
On sait qu'il qu'il a une épouse du nom d'Anapsychia et porte les titres de tribunus et de notarius : si le premier titre a un caractère militaire, rien dans la suite de son parcours  n'atteste toutefois d'une appartenance quelconque à l’armée ; le second titre atteste lui de fonctions juridiques et administratives et l'attribution par Augustin du qualificatif « clarissime » à son égard laisse penser que Marcellinus appartient à la plus haute classe des fonctionnaires impériaux, souvent issus de la classe sénatoriale.

### Carthage
Lorsqu'il arrive à Carthage, où son propre frère Apringius est nommé proconsul en 411 et où résident certaines de ses connaissances comme Volusianus, haut dignitaire d'empire païen dont la famille est chrétienne, Marcellinus semble précédé d'une bonne réputation. Ce dernier semble ainsi provenir des cercles de la très haute aristocratie romaine acquise au christianisme.
En janvier 411, Marcellinus convoque la conférence de Carthage qu'il préside comme le cognitor et où, bien qu'il soit lui-même catholique, il montre des signes d'apaisement envers le parti donatiste quant à la neutralité de la tenue des débats. C'est vers cette époque qu'il fait la connaissance d'Augustin d'Hippone et les deux hommes entretiennent une correspondance dont certains éléments sont conservés tandis qu'ils semblent avoir noué une véritable amitié, un « « compagnonnage » intellectuel et spirituel [durant] deux années à la fois fécondes et difficiles ».

### Exécution
En 413, peu après la tentative d'usurpation du consul Héraclien, Flavius Marcellinus et son frère sont emprisonnés puis exécutés par le comte Marinus, chargé de pacifier et de réorganiser la Province, pour des raisons vraisemblablement politiques qui restent toutefois obscures. L'exécution prend place « la veille de la saint Cyprien », c'est-à-dire le 13 septembre, La lettre 151 d'Augustin, constitue un éloge ardent et ému de son ami.
Si la tradition a souvent conjecturé la responsabilité du parti donatiste dans la mort de Marcellinus et d’Apringius, aucun élément probant ne vient néanmoins en attester.

## Hagiographie
La tradition ecclésiale a fait de la mort Marcellinus un martyre pour la  foi catholique, « transformant ce qui, sous la plume d’Augustin, a encore l’aspect d’une exécution politique, en une affaire essentiellement religieuse ». Par ailleurs, le martyrologe espagnol de Juan Tamayo de Salazar présente, au XVIIe siècle, Marcellinus comme originaire de Tolède, ce que rien ne permet d'attester.
Marcellinus est célébré comme saint sous le nom de Marcellin de Carthage le 13 septembre en Occident et le 6 avril en Orient.

## Liens
- Ressource relative à la religion :   - GCatholic.org
- Notice dans un dictionnaire ou une encyclopédie généraliste :   - Deutsche Biographie
- Notices d'autorité :   - VIAF
  - ISNI
  - GND
  - Pays-Bas
  - Vatican